# Drosophila decolor
Drosophila decolor är en tvåvingeart som beskrevs av Léonidas Tsacas och Chassagnard 1994. Drosophila decolor ingår i släktet Drosophila och familjen daggflugor.
Artens utbredningsområde är Kamerun.